# 劉復基

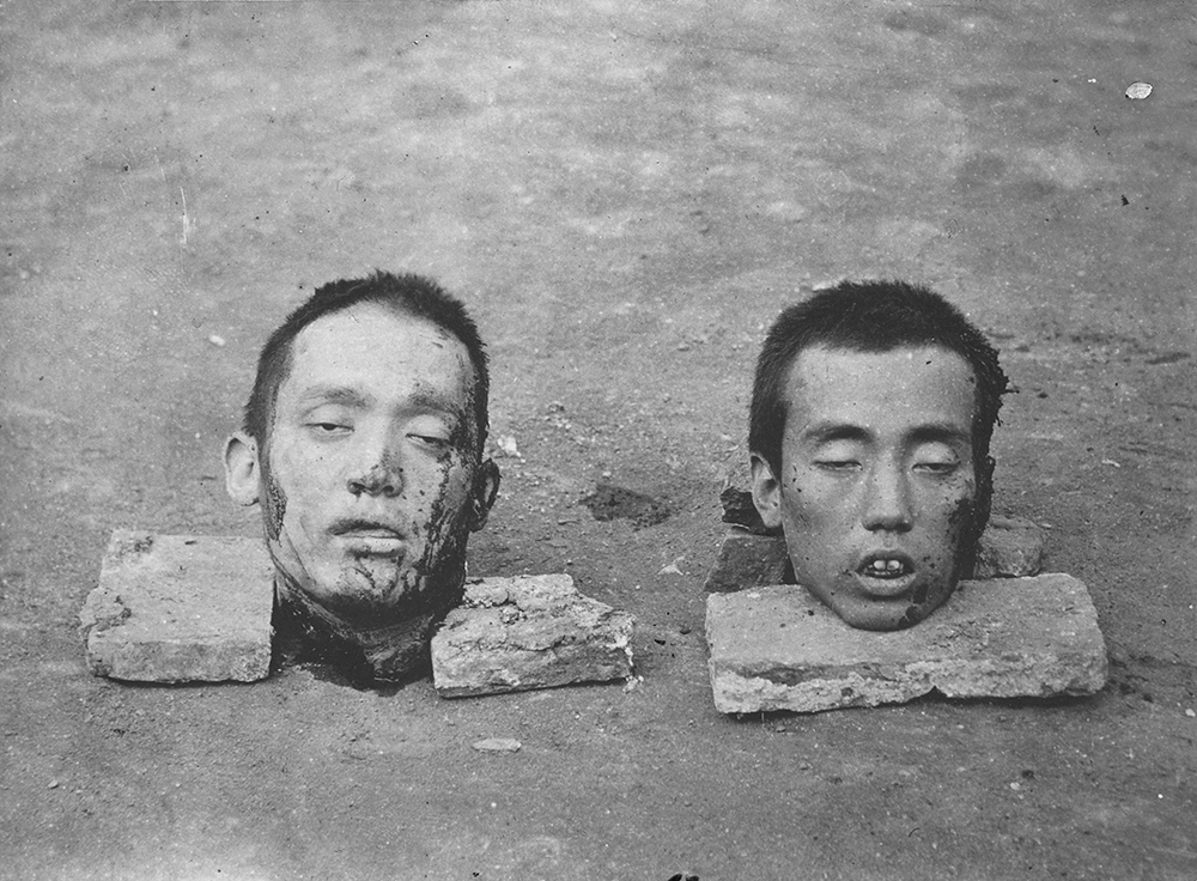
劉復基、彭楚藩因事機敗露被清軍捉拿，斬首示眾

劉復基（1885年1月20日—1911年10月10日），一名汝夔，字堯澂。湖南常德武陵县（今武陵區）人。晚清革命團體同盟會會員，文學社發起人，武昌起義的策劃者之一，武昌起義前的清晨被湖廣總督瑞澂處決，劉復基與彭楚藩、楊宏勝一同斬殺，是為「彭劉楊三烈士」。

## 生平
劉復基生于光绪十年陰曆十二月初五日，即1885年1月20日，生於農民家庭，少時受顧炎武、王夫之書籍影響，富華夷思想。1904年肄业於武陵县高等小学堂，在湖南哥老會活動。同年黃興、宋教仁與哥老會湖南首領馬福益商議舉事反清，劉復基與其結交，受委在湘西、常德經營。起義事泄後藏匿在常德柳葉湖。次年4月劉馬謀在洪江舉事再次失敗，馬福益被捕殺。劉復基避難日本，8月在東京加入同盟會。1906年回國經武漢，加入劉靜庵等組織的日知會。回長沙後負責當地的《民報》和《中西報》發行。同年夏與禹之谟等組織公葬陳天華和姚宏業，一時湖南革命情緒高漲。 旋禹之谟被捕，刘复基走避常德，联络蒋翊武招纳有志者，表現出領導才幹。一度在常德祗园寺设立了湘西革命机关，不久被清吏廖世英侦破，刘复基偕蒋翊武走避上海，协助同盟会员杨卓霖辦《競業旬報》，並介绍蔣翊武入同盟会。1907年杨卓霖因谋刺两江总督端方而被捕，《競業旬報》停刊。刘复基和蔣翊武各自潜回故里。
1909年秋，劉復基之兄劉星澂，召劉復基、蔣翊武到汉口辦《商务报》，劉復基任會計兼發行人。他和蔣翊武、詹大悲利用報刊為基地結納同志， 與當地革命團體羣志學社建立了關係。1910年因試圖懲治立憲派楊度未成，劉本人被英國巡捕房羈押了八個小時，《商務報》也因宣傳被迫停刊。 後劉復基鑒於羣志學社多為新軍將士，于1910年（宣统二年）投军，在第二十一混成协四十一标当兵，以开展革命工作。不久因形勢誤判，羣志學社受到官府注意，9月18日劉復基等將其改名為「振武學社」，以楊王鵬為社長。實際上社務活动由劉復基主持，事無大小，皆由劉復基裁斷。瑞澂任湖廣總督後嚴加防範革命黨人，楊王鵬、李六如等被檢舉離職離鄂，劉復基和蔣翊武繼續領導社務。 次年1月振武學社又改組為文學社，劉復基任評議部長。
劉復基在文學社中招攬同志，經營宣傳。同時推進和共進會的聯合，積累了個人威望。9月，文學社和共進會同組湖北革命军总指挥部，劉復基斡旋最力。 他被舉為參議和常驻总指挥部的三名军事筹备员之首，拟定了起义总行动计划，而武昌起義基本按其實行。 起義原定10月6日，後因湖南等地籌措不及而延遲。10月9日，孫武炸彈事故後，劉復基晚與蔣翊武等在小朝街总指挥部開會，主張當晚舉事，被聞訊趕來的清軍逮捕。蔣翊武逃脫。劉復基、彭楚藩、楊宏勝10日清晨被斬首，臨刑時高呼口號。
10日夜間，兩名革命黨人金品臣、程定國因值勤時睡覺，與哨長（即今排長）陶啟聖發生衝突，槍擊陶啟聖，共進會總代表熊秉坤立即宣布舉事，即武昌起義。

## 評價
- “坚苦有远识”[11]，“沉着有谋略”、“革命党中之一智囊” [12]，“文学社的诸葛亮”。[13]
- 李六如：「刘复基是留日学生，有才智，自他入伍当兵后，军队中的革命运动更加发展。」[14]

## 紀念
武昌有以三人姓命名的彭刘杨路。1931年在他们被處死的湖广总督府东辕门旧址，现武昌造船厂东大门内建立了「三烈士亭」，亭中立石碑一块，上书「彭刘杨三烈士就义处」。1991年武昌首义80周年之际武昌区人民政府举办首义文化节，在武昌阅马场树起了彭刘杨三烈士的塑像。

## 影視
- 1981年台灣電影《辛亥雙十》 爾冬陞飾劉復基[15]
- 2005年中国大陆电视剧《武昌首義》 李蓬飾劉復基